# Epica vs. Attack on Titan Songs
Epica vs. Attack on Titan Songs je druhé EP nizozemské symfonicmetalové hudební skupiny Epica. Vydáno bylo v Japonsku 20. prosince 2017 prostřednictvím společnosti Ward Records. Obsahuje metalové verze písní založených na japonském anime Útok titánů. Vydání ve zbytku světa proběhlo 20. července 2018 u společnosti Nuclear Blast.

## Seznam skladeb
| Pořadí         | Název                                                    | Původní název                                                                             | Délka |
| -------------- | -------------------------------------------------------- | ----------------------------------------------------------------------------------------- | ----- |
| 1.             | Crimson Bow and Arrow                                    | „Guren no jumija“ (紅蓮の弓矢)                                                            | 5:42  |
| 2.             | Wings of Freedom                                         | „Džijú no cubasa“ (自由の翼)                                                              | 5:34  |
| 3.             | If Inside These Walls Was a House                        | „Moši kono kabe no naka ga ikken no ie da to šitara“ (もしこの壁の中が一軒の家だとしたら) | 3:43  |
| 4.             | Dedicate Your Heart!                                     | „Šinzó wo sasagejo!“ (心臓を捧げよ!)                                                      | 5:40  |
| 5.             | Crimson Bow and Arrow (instrumentální verze)             | „Guren no jumija“ (紅蓮の弓矢)                                                            | 5:42  |
| 6.             | Wings of Freedom (instrumentální verze)                  | „Džijú no cubasa“ (自由の翼)                                                              | 5:33  |
| 7.             | If Inside These Walls Was a House (instrumentální verze) | „Moši kono kabe no naka ga ikken no ie da to šitara“ (もしこの壁の中が一軒の家だとしたら) | 3:43  |
| 8.             | Dedicate Your Heart! (instrumentální verze)              | „Šinzó wo sasagejo!“ (心臓を捧げよ!)                                                      | 5:40  |
| Celková délka: | Celková délka:                                           | Celková délka:                                                                            | 41:17 |

## Obsazení
- Simone Simons – mezzosopránový zpěv
- Mark Jansen – kytara, growling, screaming
- Isaac Delahaye – kytara
- Coen Janssen – klávesy
- Rob van der Loo – basová kytara
- Ariën van Weesenbeek – bicí